# Axel Ulander
Axel Petrus Ulander, född 8 april 1874 i Piteå, död 15 februari 1953 i Kalmar, var en svensk agronom, botaniker och växtförädlare.
Axel Ulander var son till telegrafassistenten Leonard Ulander och Jenny Fredrika Lundström. Han företog tidigt botaniska resor i Sverige tillsammans med sin morbror, senare professor Axel N. Lundström. Han avlade mogenhetsexamen i Luleå 1892 och blev filosofie kandidat vid Uppsala universitet 1898, agronom vid Ultuna lantbruksinstitut 1900 samt filosofie doktor vid Göttingens universitet 1905. 1901–1903 tjänstgjorde han som extraordinarie assistent dels vid Kemisk-växtbiologiska anstalten inom Norrbottens län i Luleå, dels vid Kemiska stationen i Kalmar. Han var föreståndare för Sveriges utsädesförenings filial i Luleå 1906–1919 och samtidigt förste assistent vid Kemisk-växtbiologiska anstalten där 1912–19191 samt föreståndare för samma anstalt 1919–1939. Därutöver var han lärare i trädgårdsskötsel vid Folkskoleseminariet i Luleå 1913–1939 och föreståndare för Frökontrollanstalten där 1919–1939. Ulander gjorde betydande insatser inom det norrländska jordbruket. Han utökade betydligt försöksverksamheten, där han nådde goda resultat. Särskilt intresserade han sig för nyttoväxter och deras odling och förädling. Bland de utmärkta och för klimatet lämpade sorter han genom urval och omfattande sortprövning lyckades åstadkomma märks Vegakorn, Orionhavre och Bottniatimotej, som sedan länge fanns kvar på marknaden. Ulander publicerade bland annat Untersuchungen über die Kohlenhydrate der Flechten (1905, doktorsavhandling).